# Rowlands Castle
Rowlands Castle est une paroisse civile et un village du Hampshire, en Angleterre.